# Bia Santos
Bia Santos (Rio de Janeiro, 1996),  é uma empresária brasileira e empreendedora social jovem. É fundadora e CEO da Barkus Educacional, empresa que promove educação financeira para populações menos favorecidas, com foco em pessoas do género feminino, comunidade negra  e LGBTQIA+.  Conselheira da cidade do Rio de Janeiro na frente de Equidade e Inclusão, foi reconhecida pela Forbes na lista Under 30 na área de Ciência e Educação.

## Percurso
Bia Santos graduou-se em Administração pela Universidade Federal do Rio de Janeiro (UFRJ) e Universidade do Porto (UPorto) e pós-graduou-se em História e Cultura Africana e Afro-brasileira pelo Instituto Pretos Novos.
O envolvimento de Bia Santos com as finanças começou cedo, ainda na escola. Durante o ensino médio, desenvolveu um projeto de iniciação científica que exigiu uma pesquisa sobre o comportamento do consumidor jovem.
Em 2016, cofundou a Barkus Educacional, empresa que promove educação financeira para populações menos favorecidas,  com foco em pessoas do género feminino, comunidade negra  e LGBTQIA+.

## Reconhecimento e prêmios
- Em 2021 foi vencedora do Prêmio Mulheres que Transformam, na categoria Inovação em Finanças, promovido pela XP[7]
- Uma das 25 histórias inspiradoras do livro “Somos Empreendedoras” do Itaú Mulher Empreendedora[8]
- Em 2020 foi reconhecida como Forbes Under 30 [9]
- Em 2020, a Barkus, da qual Bia Santos é CEO, foi a vencedora da Menos30 Fest, festival de inovação e empreendedorismo da Globo.[5]

## Ligações Externas
- TEDx UFF | Bia Santos: Conexões valem mais que curtidas (2018)

- Site Oficial da Barkus